# Giuseppe De Rita
Giuseppe De Rita (né le 27 juillet 1932 à Rome - ) est un sociologue italien.

## Biographie
Il est né dans une famille aisée originaire de Molise. En 1954 il obtient un diplôme en jurisprudence. De 1955 à 1963 il occupe un poste de fonctionnaire auprès de l' Association pour le développement du Midi italien, où il est responsable de la section sociologique de 1958 à 1963.
En 1964, on le retrouve parmi les fondateurs du CENSIS (Centre italien d'études sur l'investissement social), où il sera conseiller délégué durant dix années, après quoi il occupera le poste de secrétaire général, de 1974 à aujourd'hui. Collaborateur du quotidien Corriere della Sera, il est également président du CNEL (Consiglio nazionale dell’economia e del lavoro En français : Conseil national italien de l'économie et du travail) de 1989 à 2000, ainsi que de la maison d'éditions Le Monnier en 1995.
En 2003, il obtient le prix Fregene pour son livre Il regno inerme. Le 9 mai 2006, il reçoit 19 voix lors du deuxième tour de l'élection du président de la République italienne.

## Publications
- avec G. Acquaviva, La chiesa galassia e l'ultimo concordato (en français : L'église universelle et le dernier accord), Rusconi, 1986
- avec A. Bonomi, Manifesto per lo sviluppo locale. Dall'azione di comunità ai Patti territoriali (en français : Manifeste pour le développement local. De l'action communautaire aux pactes territoriaux), Bollati Boringhieri, 1998
- avec A. Galdo, Capolinea a Nordest (en français : Terminus nord-est), Marsilio, 2001
- Il regno inerme. Società e crisi delle istituzioni (en français : Le royaume désarmé. Société et crises institutionnelles), Einaudi, 2002
- avec A. Bonomi et M. Cacciari, Che fine ha fatto la borghesia? Dialogo sulla nuova classe dirigente in Italia (en français : Quel est l'objectif de la bourgeoisie? Dialogue sur la nouvelle classe dirigeante en Italie), Einaudi,  2004